# Anthony Roux
Anthony Roux (Verdun, 18 aprile 1987) è un ciclista su strada francese.
Professionista dal 2008 al 2022, ha vinto una tappa alla Vuelta a España 2009 e il titolo nazionale in linea nel 2018.

## Palmarès
- 2005 (Juniors, due vittorie)

Tour de Lorraine
1ª tappa GP Général Patton
- 2009 (Française des Jeux, due vittorie)

4ª tappa Circuit de la Sarthe (Angers > Pré-en-Pail)
17ª tappa Vuelta a España (Ciudad Real > Talavera de la Reina)
- 2010 (FDJ, due vittorie)

5ª tappa Circuit de Lorraine (Metz > Hayange)
1ª tappa Tour du Poitou-Charentes (Chalais > Royan)
- 2011 (FDJ, sei vittorie)

3ª tappa Circuit de la Sarthe (Angers > Pré-en-Pail)
Classifica generale Circuit de la Sarthe
1ª tappa Circuit de Lorraine (Amnéville > Longwy)
4ª tappa Circuit de Lorraine (Baccarat > Rehlingen)
Classifica generale Circuit de Lorraine
Grand Prix de la Somme
- 2013 (FDJ, due vittorie)

5ª tappa Étoile de Bessèges (Alès > Alès)
4ª tappa Vuelta a Burgos (Doña Santos Burpellet > Santo Domingo De Silos)
- 2015 (FDJ, una vittoria)

2ª tappa Circuit de la Sarthe (Varades > Angers)
- 2018 (Groupama-FDJ, tre vittorie)

4ª tappa Route d'Occitanie (Mirepoix > Cazouls-lès-Béziers)
Campionati francesi, prova in linea
1ª tappa Tour du Limousin (Saint-Just-le-Martel > Bonnat)

### Altri successi
- 2004 (Juniores)

Classifica a punti Liège - La Gleize
- 2009 (FDJ)

Classifica scalatori Tour de Wallonie
- 2010 (FDJ)

Classifica giovani Circuit de la Sarthe
- 2011 (FDJ)

Classifica giovani Circuit de la Sarthe
- 2013 (FDJ)

Classifica a punti Vuelta a Burgos

## Piazzamenti

### Grandi Giri
- Giro d'Italia

2013: ritirato (16ª tappa)
2015: 87º
2018: 76º
- Tour de France

2010: 164º
2011: 101º
2012: 126º
2016: 63º
2019: 102º
- Vuelta a España

2009: 120º
2013: 34º
2014: ritirato (15ª tappa)
2017: 52º
2020: 66º
2021: 58º

### Classiche monumento
- Milano-Sanremo

2013: 133º
2016: 63º
2017: 42º
2019: 89º
2022: 128º
- Parigi-Roubaix

2009: ritirato
- Liegi-Bastogne-Liegi

2009: ritirato
2012: ritirato
2014: 18º
2015: 59º
2016: 57º
2017: 91º
2018: 36º
2020: 62º
2022: 60º
- Giro di Lombardia

2008: ritirato
2010: ritirato
2013: ritirato
2015: ritirato
2016: ritirato
2017: 42º
2019: ritirato
2020: 42º
2021: ritirato

### Competizioni mondiali
- Campionati del mondo

Vienna 2005 - In linea Junior: 64º
Copenaghen 2011 - In linea Elite: 113º
Valkenburg 2012 - Cronometro a squadre: 22º
Toscana 2013 - In linea Elite: 44º
Bergen 2017 - In linea Elite: 84º
Innsbruck 2018 - In linea Elite: ritirato
Harrogate 2019 - In linea Elite: ritirato

### Competizioni europee
- Campionati europei

Valkenburg 2006 - Cronometro Under-23: 26°
Sofia 2007 - In linea Under-23: ritirato
Plumelec 2016 - Cronometro Elite: 5°
Herning 2017 - Cronometro Elite: 13°
Herning 2017 - In linea Elite: 46°
Plouay 2020 - Cronometro Elite: 10°
Plouay 2020 - In linea Elite: 66°
Monaco di Baviera 2022 - Cronometro Elite: 21°